# 伯纳姆公园
伯纳姆公园（英語：Burnham Park）是位于美国伊利诺伊州库克县芝加哥市的一个开放式公园，长6英里（9.66公里），598英亩（2.42平方公里）的公园由芝加哥公园物业组成，沿着密歇根湖边其将格兰特公园和杰克逊公园连接在一起。该公园是1927年以一名叫丹尼尔·伯纳姆的城市规划建筑师命名的。伯纳姆是在1893年世界哥伦比亚博览会的设计师之一。商人亚伦·蒙哥马利·沃德认为芝加哥需要有一个公开通达的“永远开放，清晰和自由”的湖畔，以免这个城市沦为那个时代那些由建筑业和重工业破坏了城市美丽的典型肮脏的美国城市。这个城市的湖畔从好莱坞到彩虹湾附近的钢铁厂前城区范围内一直开放至今。
公园是伯纳姆1909年计划的自然产物。城市公园行政区通过多种方式获得了公园土地，如遗赠，填埋场，和易货贸易。公园现在主办了一些城市最重要的市政结构，如军人场和麦考密克宫。公园把博物馆园区的土地给了格兰特公园。最近，园区已成为被称为芝加哥南海运的奥黑尔国际机场的目的地，其为美国总统奥巴马出访建伍社会领域的一侧。

## 历史
沃德为争取穷人可进入芝加哥湖畔而斗争。 1906年，他为维护周边格兰特公园为公共公园发起运动。1836年以来，格兰特公园已被前四伊利诺斯州最高法院立法裁决并确定保护为“永远开放，清晰和自由”的公园。19世纪90年代中期，建筑师丹尼尔·H·伯纳姆开始规划一个公园和林荫大道将格兰特公园、杰克逊公园与市中心连接。作为1893年世界哥伦比亚的建设领导人，伯纳姆因为发展白色城市而闻名。博览会之后，伯纳姆开始设计一个功能更强大的芝加哥。伯纳姆的计划发表在他1909年芝加哥计划中，包括一个有一系列岛屿的湖畔公园，划船港口，海滩，运动场。伯纳姆著名的1909年计划最终保留了格兰特公园和整个芝加哥湖畔。

### 1860-1890
1856年保罗·科内尔捐赠在第51和第53街之间建立了东区公园。大部分土地侵蚀之后，东区公园被并入伯纳姆公园，并最终在1992年更名为哈罗德华盛顿公园。他捐款后的几年内，在伯纳姆南端的未来杰克逊公园东北角进行了扩建。最值得注意的扩张包括1884年至1888年建造的海堤和花岗岩铺的漫步海滩以及一个用于哥伦比亚博览会中爱荷华州馆的建筑。

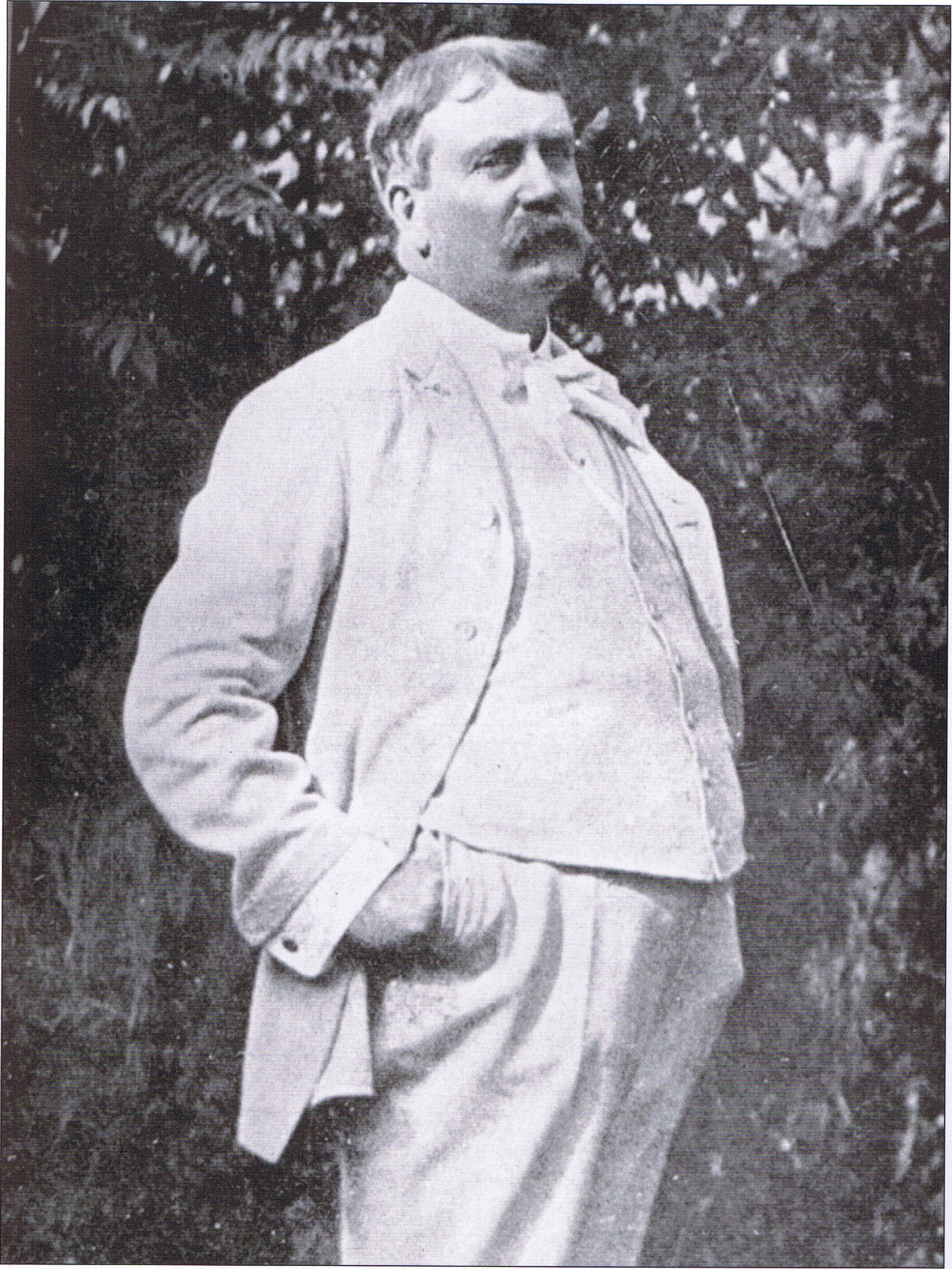
丹尼尔·伯纳姆（1846-1912）

科内尔为建设一个公园和大道系统而游说。1867年作为一种为有钱人提供驾驶区并诱引人们为房地产投机者和开发商的利益而搬离的方法，第一次债券票被否决。 1869年，立法机关通过该法案。
1869年，得到身为地主和开发者的保罗·科勒尔的支持下，南方公园委员会成立。公园今后的选址主要是在密西根湖附近或者是毗邻伊利诺斯州铁路主干道。1892年，沿着现在公园的西边的一个河堤上，之前搭建的铁路竖立了起来南方公园随着杰克逊公园一起发展，米德维公园和华盛顿公园的设计(由弗莱德里克·奥姆斯特德和卡维特·沃克斯设计)主要注重于潟湖以及从密歇根湖到南方公园(现在的国王公园)区的航运，第55街以及除此之外的一个乘车旅行公园的开发，一条沿着湖北至市中心区的马车道。到19世纪80年代为止，这项开发包括肯伍德区和波温区，而到了19世纪90年代，由于移民的增加，城市范围由39街扩展至1989年的130街，实际上合并了整个海德公园镇区（35街至138街）。

### 1890-1910
哥伦比亚博览会在杰克逊公园举行，在海德公园修建供博览会使用的房屋。在19世纪90年代中期的萧条期间，在新芝加哥大学的校区周围提供房地产开发商进行开发以便让其有机会获利。南方公园委员会主席詹姆士·E·艾尔斯沃思要求伯纳姆设计一条大道将杰克逊公园和格兰特公园连结起来，这是杰克逊公园公园变化的一部分。伯纳姆排除了住宅的扩张，提出了绿化区，港口，湖，水景，一条通往市中心区的运河，以及一个景色优美的大道的开发计划。以"为民众服务的活动场所"为主旨，该区计划将拥有桥，带亭台的海滩以及公共浴室。1986年，伯纳姆开始将这个计划推荐给马歇尔 菲尔德，乔治 普曼，菲利普 奥莫尔 以及若干企业组织。 1901年，芝加哥商业俱乐部开始促使这个构思通过并且在1908年发表了芝加哥计划，该计划由伯纳姆和爱德华 H 本内特提出，由儒勒 盖林斯以绘图说明。 尽管在1907年，在法庭驳回了该项立法之前，当年那届的立法机关一直在通过一项在用语上支持铁路的提案。从1907年开始一直到1920年，为获得公园土地的合法斗争在一直持续着。

### 1910-1920年
南方公园委员会取得了日后成为费尔德博物馆场地的使用权，作为交换，将160英亩（0。65平方千米）的土地改建为伊利诺斯中央铁路。政府部分不得不批准了若干计划，包括库克郡开设巡回法庭，联合国大会，芝加哥计划委员会，美国战务部长。1912年，伯纳姆逝世，新的芝加哥委员会建立。1919年，广场北端开始进行垃圾填埋。1920年2月，经投票通过了一项2000万美元的发行债券，作为伯纳姆计划的一部分，该计划倡议开发新土地完成格兰特公园，以实现“南方海岸发展”计划。同年，费尔德博物馆对外开放，展览品从杰克逊公园转移到地下室。至1925年，新的地形包括北风岛，它是伯纳姆计划中已建成部分中唯一的近海地形，延长至第23大街。

### 1920-1930

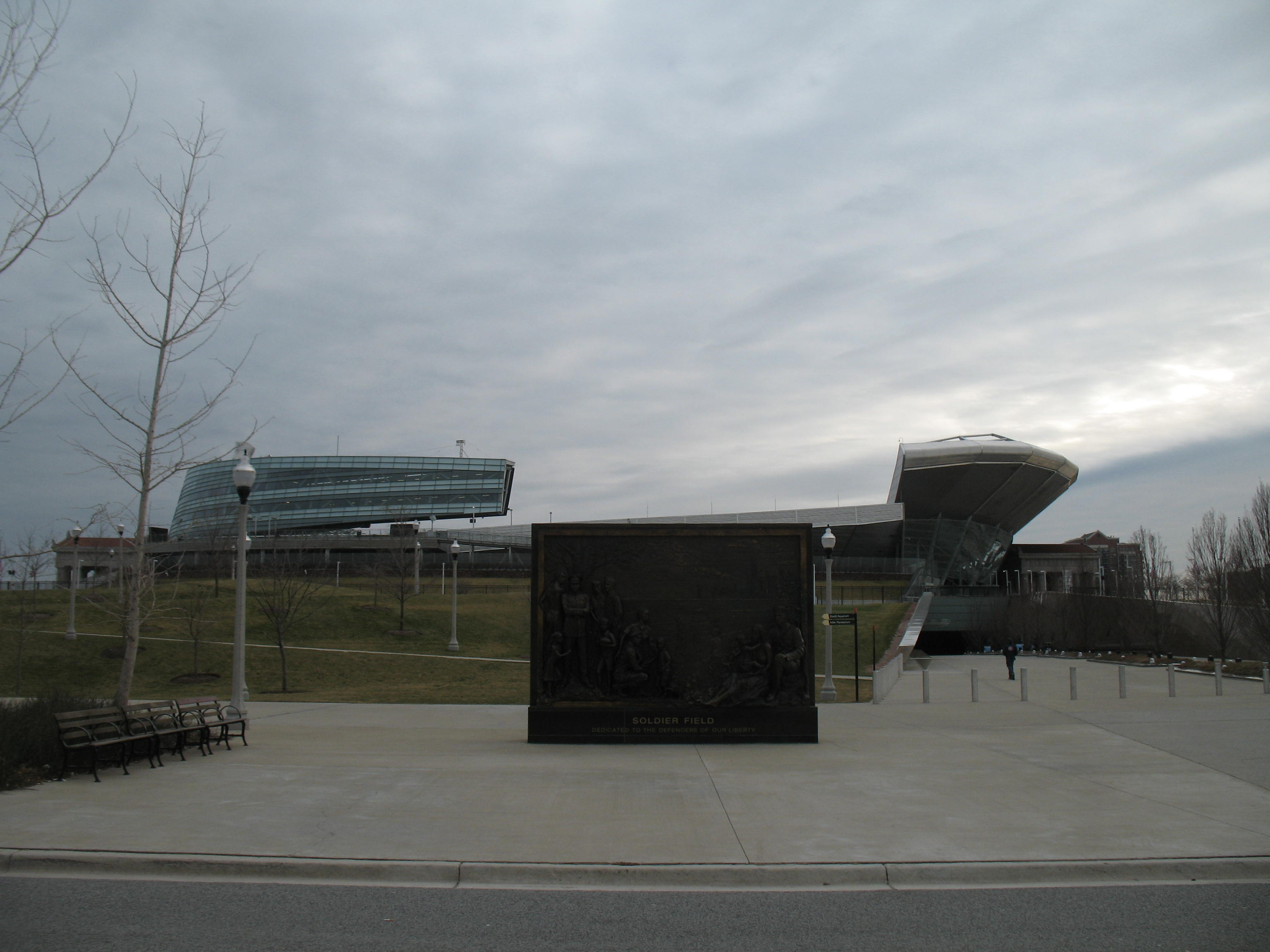
Soldier Field and Bronze Mural

1922年，为建造体育场通过了一项价值250万美元的发行债券，此想法由伯纳姆生前提出。该体育场由建筑师霍拉伯特和罗奇设计，为纪念一战的老兵命名为“士兵体育场”。后因花费超支，在1926年通过了又一项发行债券。至1924年，防波堤从第14大街延至第55大街。至1926年，士兵体育场及湖滨大道的一部分对外开放，垃圾填埋工作从第23大街延至第56大街，不过由于岬点尚未完成，引起了关于垃圾、风沙和异味的不满。20世纪20年代至30年代，伯纳姆广场与邻近的北风岛持续进行垃圾填埋工作。1927年1月14日，以丹尼尔·伯纳姆给南方发展命名，越来越多的人支持在公园举行世界博览会。湖滨大道的建设得以完成，北行车道以莱弗·埃里克松命名，南行车道则以克利斯多弗·哥伦布命名。1929年，开始了公园岬点的建设。30年代的大萧条拖延了工作进程，并使近海岛屿的建设难以继续。伯纳姆公园被选定为进步世纪世界博览会的场地，在第51大街的南边还建了一个停泊快艇的内港。

### 1930年代-1940年代
在1933年和1934年，世纪进展国际博览会在伯纳姆公园举行。在20世纪30年代中期，芝加哥公园行政区利用联邦工程进度管理基金完成了垃圾填埋作业，以及由著名的伊利诺斯州理工大学教授阿尔佛雷德考德威尔设计师对海角点进行了景观美化设计。1935年，爱德华约瑟夫凯利市长提出了公园永久博览会的提议。在北风岛没有成为联合国所在地之后，该州通过了一项创立大都会博览会管理局的法案，并同时通过了对梅格斯菲尔德的建造。1948年，伯纳姆公园举办了铁路博览会，证明了此类集会在该地的可行性，这最终导致了1960年第一个麦考密克广场的兴建。

### 1950年代-1970年代
在20世纪50年代，该公园是项目耐克防空体系发射的主要基地。在冷战期间，美国国防部和美国军方在美国的40个城市中拥有类似的基地，这些基地于1971年被拆除。1967年起初的麦考密克广场（McCormick Place）也被烧毁，尽管遭到反对，新的广场于1971年在伯纳姆公园开放。

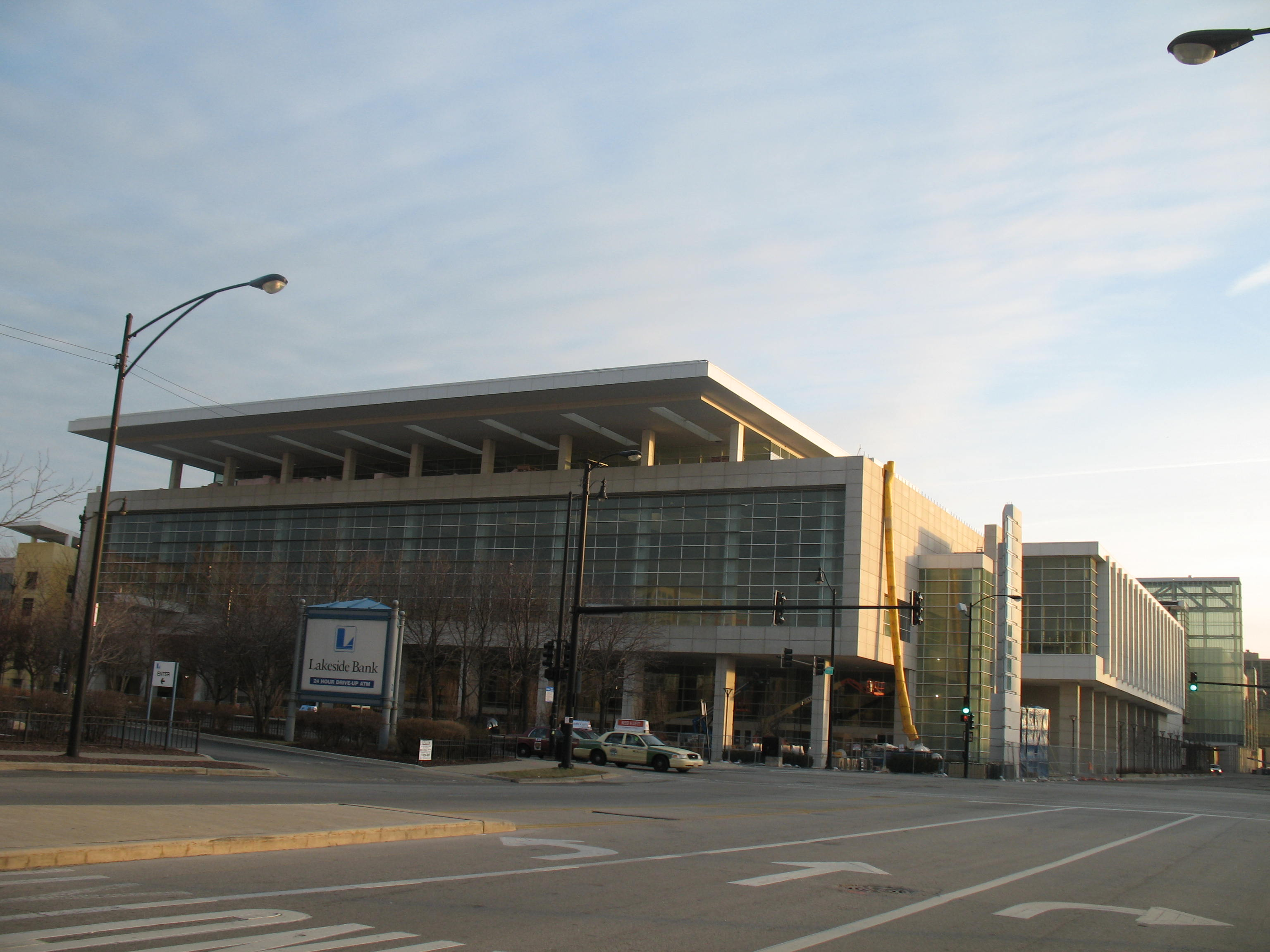
麥考密克展覽中心（McCormick Place），攝於2007年。

### 巴尔博纪念碑
这是意大利飞行员、著名法西斯主义者伊塔洛·巴尔博的伟大事迹，他率领二十四艘航班从罗马起飞，横越大西洋飞抵密歇根湖。巴尔博的空军军队1933年6月30日从意大利出发，在中途数次短暂停留后，于7月15日抵达目的地。为了纪念这次飞行，第七街更名为巴尔博大道。之后贝尼托·墨索里尼将一根公元二世纪时期的罗马柱作为凯旋之礼，在进步世纪时期这根罗马柱伫立在意大利博物馆前。巴尔博纪念碑坐落于军人球场东部的湖畔自行车道附近，是巴尔博飞行仅存的文物之一。纪念碑的圆柱原是奥斯提亚·安提卡玛丽娜大门附近的一根门廊，现伫立于大理石底座上，上面刻有意大利文与英文的碑文：
|  | 这根罗马柱有20世纪的历史，原本伫立于罗马帝国港口城市奥斯提亚的海滩上，见证着罗马帝国的命运。在贝尼托·墨索里尼的赞助下，意大利法西斯帝国将其赠与芝加哥作为纪念，以表示对巴尔博指挥的大西洋空军的敬意，在法西斯执政的第11年，这支勇敢的罗马空军飞越了大西洋。 |

### 今天的伯纳姆公园

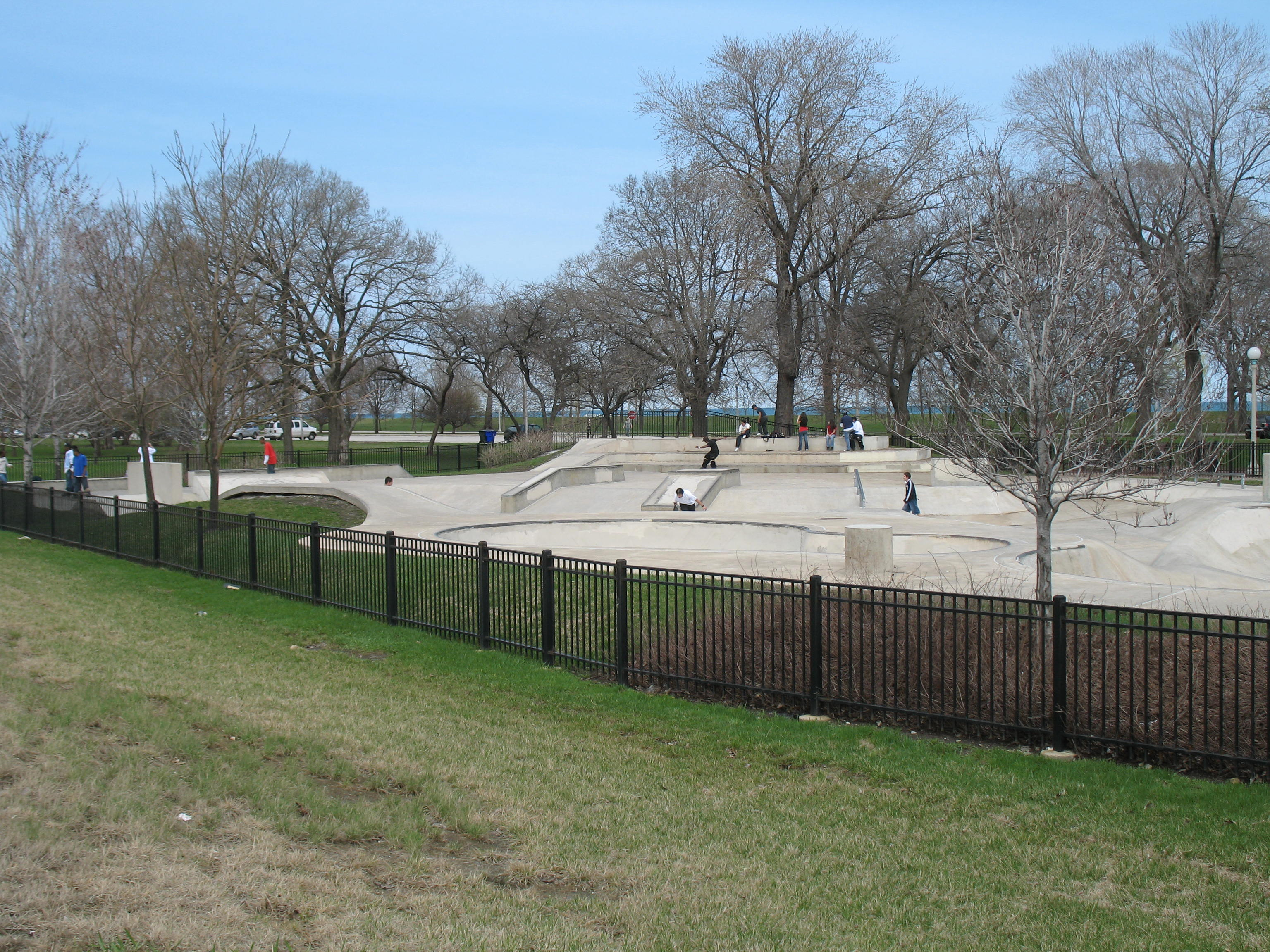
Burnham Park Skatepark at 31st Street

在90年代末，博物馆馆园（包括阿德勒天文馆，谢德水族馆和菲尔德博物馆）附属于伯纳姆公园的格兰特公园。伯纳姆598英亩的土地（2。42平方公里）还包括军人球场和芝加哥最高会议中心——位于湖边的麦考密克广场，每年可以容纳400多万人。芝加哥公园区还设有一2万平方英尺（1，900平方米）的全混凝土溜冰场，位于31号海滨大道上芝加哥公园区海滨别墅的南部。据普遍报道，在美国总统奥巴马回到他的家乡芝加哥凯伍德社区进行访问时，他在奥黑尔社区通过乘坐奥黑尔国际机场的直升机抵达伯纳姆公园，并在那里乘坐专车前往。

### 摩根浅滩
1999年，公园区为众多的湖畔公园和历史公园启动了一个长期的规划项目。在2000年1月5日，公园区的第一步行动是采用伯纳姆公园的框架规划来增加公园的土地面积。这个项目始于2009年，目前仍在持续。在这个项目下，公园区、美国陆军工程兵团和芝加哥市的环境部的共同工作。项目已经耽搁了，部分原因是美国陆军工程兵团已经注意力转移到伊拉克战争的项目设计上。波尔拉托扎工作室（Bauerlatoza Studio）与哈扎工程公司（Harza Engineering）协力，在第45街到第51街之间的公园区域设计的一个自然生态区，它的特色就是在一个称为摩根浅滩的区域中有浅基岩。花费4200万美元的面积扩增行动将使公园用地面积增加30英亩（0。12平方千米），增加的部分位于密歇根湖的周围。

## 位置
马飞治街是格兰特公园和伯纳姆公园之间的分界线。伯纳姆公园始于北岛和第14街海滩，环绕伯纳姆码头及其船坞，沿一片狭长地区伸展，通过战士体育场和迈考密展览中心，位于第56街的南边。提到的战士体育场和迈考密展览中心打乱了关于伯纳姆公园的初始规划。公园大部分位于湖滨大道和密歇根湖之间，但它穿过了湖滨大道，在某些地方毗邻伊利诺斯中央铁路轨道。第31街拥有一个海滩，第34街拥有一个滑冰公园，第49街拥有一个石海滩，海德公园的第51街拥有一个模型船水池。公园的尽头在第55街的岬点，那里很繁荣。人行桥和地下通道使人们可以越过火车铁轨的升降栏和湖滨大道，进入公园。一条标明了长度为6英里（10千米）的自行车道和慢跑道纵贯整个公园。